# Ländercode
Ein Ländercode (auch Landescode; englisch Country Code) definiert Kennziffern oder Kennbuchstaben verschiedener Staaten (und deren Verwaltungsgliederung) als Identifikator und wird in verschiedenen Bereichen eingesetzt.

## Einsatzgebiete

### Kommunikation
Für (überwiegend internationale) Kommunikation sind verschiedene Ländercodes von Bedeutung, darunter die länderspezifischen Top-Level-Domains bei Internetadressen, die Ländercodes im Briefdienst und die internationalen Telefonvorwahlnummern der Länder. Die Vorwahlnummern sind in den ITU-T-Standards E.163 und E.164 definiert. Ländercodes dienen außerdem als Identifizierungskennzeichen für Mobilfunknetze des Landes, in dem eine Mobilstation registriert ist (ITU-Standard E.212). Funkrufzeichen beginnen mit einem landes- oder regionsspezifischen ITU-Präfix.

### Produktkennzeichnung
Ein Beispiel für dieses Einsatzgebiet ist die European Article Number (EAN-Code), in der zur Landeskennung die dreistellige GS1-Länderpräfix wie z. B. »400« bis »440« für Deutschland (vergeben nach MwSt.-Arten), »760« bis »769« für die Schweiz und Liechtenstein sowie »900« bis »919« für Österreich enthalten ist. Außerdem werden DVDs weltweit durch unterschiedliche DVD-Ländercodes (Regionalcodes) unterteilt. Eine weitere Anwendung sind die ECE-Prüfzeichen für genehmigungspflichtige Bauteile an Kraftfahrzeugen. Diese bestehen wesentlich aus einer ein- bis zweistelligen Länderkennzahl. Vielen Ländern ist eine eigene ISBN-Gruppennummer für Bücher zugeordnet, manchen eine Kennziffer auf Bewehrungsstahl.

### Sport
Im Sport wird der IOC-Code (Internationales Olympisches Komitee) für die teilnehmenden Nationen an den Olympischen Spielen (z. B. »GER« für Deutschland, »GRE« für Griechenland, »NED« für Niederlande) eingesetzt (siehe ISO-3166-1-Kodierliste und Liste der IOC-Ländercodes). Diese Abkürzungen werden meist auch von den einzelnen Sportverbänden übernommen (siehe z. B. Liste der FIFA-Mitglieder mit den Länderkürzeln des Fußball-Weltverbandes).

### Verkehr
Im Straßenverkehr kommt ein Ländercode bei den internationalen Kraftfahrzeugkennzeichen (Kfz-Nationalitätszeichen) (z. B. »A« für Österreich, »FL« für Liechtenstein) und bei Autokennzeichen des Diplomatischen Korps in Deutschland zum Einsatz.
Im Schienenverkehr gibt es den Kode für das Eigentumsmerkmal und einen UIC-Ländercode für das Herkunftsland eines Fahrzeugs.
Auch im Luftverkehr sind Ländercodes von Bedeutung. Die Internationale Zivilluftfahrt-Organisation, Englisch: International Civil Aviation Organization (ICAO), benutzt für die Länder einen eigenen ICAO-Code, der zurzeit öffentlich nur eingeschränkt einsehbar ist. Daneben existiert das internationale Luftfahrzeugkennzeichen in der Zivilluftfahrt (z. B. »D« für Deutschland, »N« für die USA; häufig entspricht es einem Funkrufzeichen-Präfix).
Einige Systeme für Schiffsnummern haben länderspezifische Bestandteile wie die Maritime Identification Digits.

### Verwaltung
Für Verwaltungsbelange gilt die Länderkennzeichnung nach Standard ISO 3166. Nach ihr werden geografische Einheiten (»DE« für Deutschland, »CH« für die Schweiz), Sprachvarietäten für Locales (»de-AT« für Österreichisch) und anderes gekennzeichnet. Mit kleinen Abweichungen wird sie auch für länderspezifische Top-Level-Domains, wie z. B. ».li« für Liechtenstein, und die Ebene 0 des NUTS-Regionalcodes verwendet. Auch für den UN/LOCODE der Orte der Welt findet der ISO-Code Verwendung.
Des Weiteren nutzt die NATO ihren NATO-Ländercode für administrative Zwecke. Weitere Ländercodes zur Verwaltung sind der GKD-Ländercode für Körperschaften (nach EN 23166) und der SWD-Ländercode für Regionen des Bibliothekswesens.